# Талька (Иркутская область)
Талька — деревня в Иркутском районе Иркутской области России. Входит в состав Хомутовского муниципального образования. Находится примерно в 22 км к северо-востоку от районного центра.

## Население
| 2002 | 2010 | 2011 | 2012 |
| ---- | ---- | ---- | ---- |
| 140  | ↗223 | ↗225 | ↗239 |

По данным Всероссийской переписи, в 2010 году в деревне проживали 223 человека (111 мужчин и 112 женщин).